# Peiner-Träger
Peiner-Träger oder P-Träger oder auch Peiner-Profile sind breit- und parallelflanschige Stahlprofile. 
Deutsche und ausländische Normalprofile für ⊥-Träger haben für die lotrechte Stegachse ein niedriges Trägheits- und Widerstandsmoment und verhältnismäßig große Neigung der inneren Flanschenflächen. Das Peiner Walzwerk stellte bereits vor 1904 auf einem Universalträgerwalzwerk Peiner-Träger-Eisen her mit Flanschen bis zu 38 cm Breite, bei welchen die inneren Flanschenflächen parallel zu den äußeren verlaufen. Die Parallelität der Flansche war dabei eine Neuerung. Die Formen legte der Dr. Ing. Mann fest, während Dr. Ing. Puppe das Walzverfahren der Peiner-Träger patentieren ließ.
Das kleinste Profil hat eine Höhe von 16 cm, das größte eine solche von 100 cm. Insgesamt werden 49 verschiedene breit- und parallelflanschige Träger in drei Profilreihen hergestellt, welche sich bei den Profilen über 30 cm Höhe durch verschiedene Flanschbreite unterscheiden. Die Träger von 16 bis 30 cm Höhe (P-Profile) haben stets eine Flanschbreite gleich der Profilhöhe. Die zweite Profilreihe (P a-Profile) hat bei allen Trägern eine Flanschenbreite von 30 cm und umfasst die Profile von 32 bis 100 cm Höhe. Die dritte Profilreihe (P b-Profile) enthält die Profile 32 × 2 cm, 34 × 34 cm, 36 × 36 cm, 38 × 38 cm und die höheren Profile mit Profilhöhen von 40 bis 100 cm bei einer Flanschenbreite von 38 cm. Außerdem werden auch dünnstegige Profile (P d-Profile) gewalzt, bei welchen die Stegdicke geringer ist als bei den P-, P a- und P b-Profilen, während die übrigen Abmessungen mit Ausnahme von a und a1, die gleichen sind. Einzelne Abmessungen sowie die Trägheits- und Widerstandsmomente sind aus den von dem Peiner Walzwerk herausgegebenen Tabellen zu entnehmen.